# Хімчак Іван Федорович
Іва́н Фе́дорович Хімча́к (Псевдо: «Ас», «Ванька», «Осип» (*1919, с. Красник, Верховинський район, Івано-Франківська область — † 2 грудня 1947, с. Бистрець, Верховинський район, Івано-Франківська область) — лицар Бронзового хреста заслуги УПА.

## Життєпис
Член ОУН. Пройшов вишкіл при референтурі СБ Карпатського крайового проводу ОУН (10.1945).
Референт СБ Жаб'євського районного проводу ОУН (07.1946-11.1947). Загинув у сутичці з чекістсько-військовою групою МДБ.

## Нагороди
Згідно з Наказом Головного військового штабу УПА ч. 2/48 від 2.09.1948 р. референт СБ Жаб'євського районного проводу ОУН Іван Хімчак — «Осип» нагороджений Бронзовим хрестом заслуги УПА.

## Вшанування пам'яті
13.10.2017 р. від імені Координаційної ради з вшанування пам'яті нагороджених Лицарів ОУН і УПА у смт. Верховина Івано-Франківської обл. Бронзовий хрест заслуги УПА (№ 018) переданий Василю Бойчуку, племіннику Івана Хімчака — «Осипа».